# Lars Eckerdal
Lars Hugo Eckerdal, född 15 augusti 1938 i Töllsjö i Västergötland, död 28 augusti 2022 i Lund, var en svensk teolog som var biskop i Göteborgs stift 1991–2003.

## Biografi
Eckerdal prästvigdes 1961 för Göteborgs stift, och disputerade 1970 på en avhandling om skriftermål i svenska kyrkans gudstjänstliv under 1800-talet. Han var docent i flera år innan han 1979 tillträdde ett vikariat på professuren för praktisk teologi vid universitetet i Lund. År 1984 utsågs han där till ordinarie professor varvid professuren bytte namn till kyrko- och samfundsvetenskap.
Eckerdal framhöll tidigt vikten av att låta dopet konstituera medlemskap i Svenska kyrkan, och kritiserade 1983 i boken Det gränslösa medlemskapet ... den dåvarande ordningen att "födas in i kyrkan". Regelverket ändrades 1995.
Han utsågs 1991 till biskop av regeringen efter ett uppmärksammat biskopsval som gav teologen Bengt Holmberg de flesta rösterna, men där Eckerdals klart deklarerade "ja" till att viga kvinnliga präster var avgörande för regeringens slutgiltiga utnämning av honom.
Eckerdal blev uppmärksammad 1995 efter att ha godkänt en gudstjänst med en välsignelseakt för ett samkönat par som dessförinnan borgerligt låtit registrera sitt partnerskap. 49 präster i stiftet ställde sig bakom ett öppet brev där de framförde att de inte längre betraktade Eckerdal som deras andlige ledare. Domkapitlet i Göteborg fann inte anledning att klandra prästen som genomförde välsignelseakten, och biskop Eckerdal framhöll att "förböner för homosexuella par ... handlar om själavård för människor som har samma hemortsrätt i kyrkan som alla andra".

### Familj
Lars Eckerdal var son till Hugo Eckerdal (1907–1987), kyrkoherde och kontraktsprost i Västra Frölunda församling i Göteborg, och hans hustru Vera, född Andersson (1912–2007). Han var bror till biskopen i Göteborg Per Eckerdal och domprosten i Linköping Anders Eckerdal, samt farbror till biskopen i Visby Erik Eckerdal. Lars Eckerdal är begravd på Norra kyrkogården i Lund.

## Utmärkelser, ledamotskap och priser
- Ledamot av Vetenskapssocieteten i Lund (LVSL, 1976) [12]